# Sint-Jan-Evangelistkerk (Koningshooikt)

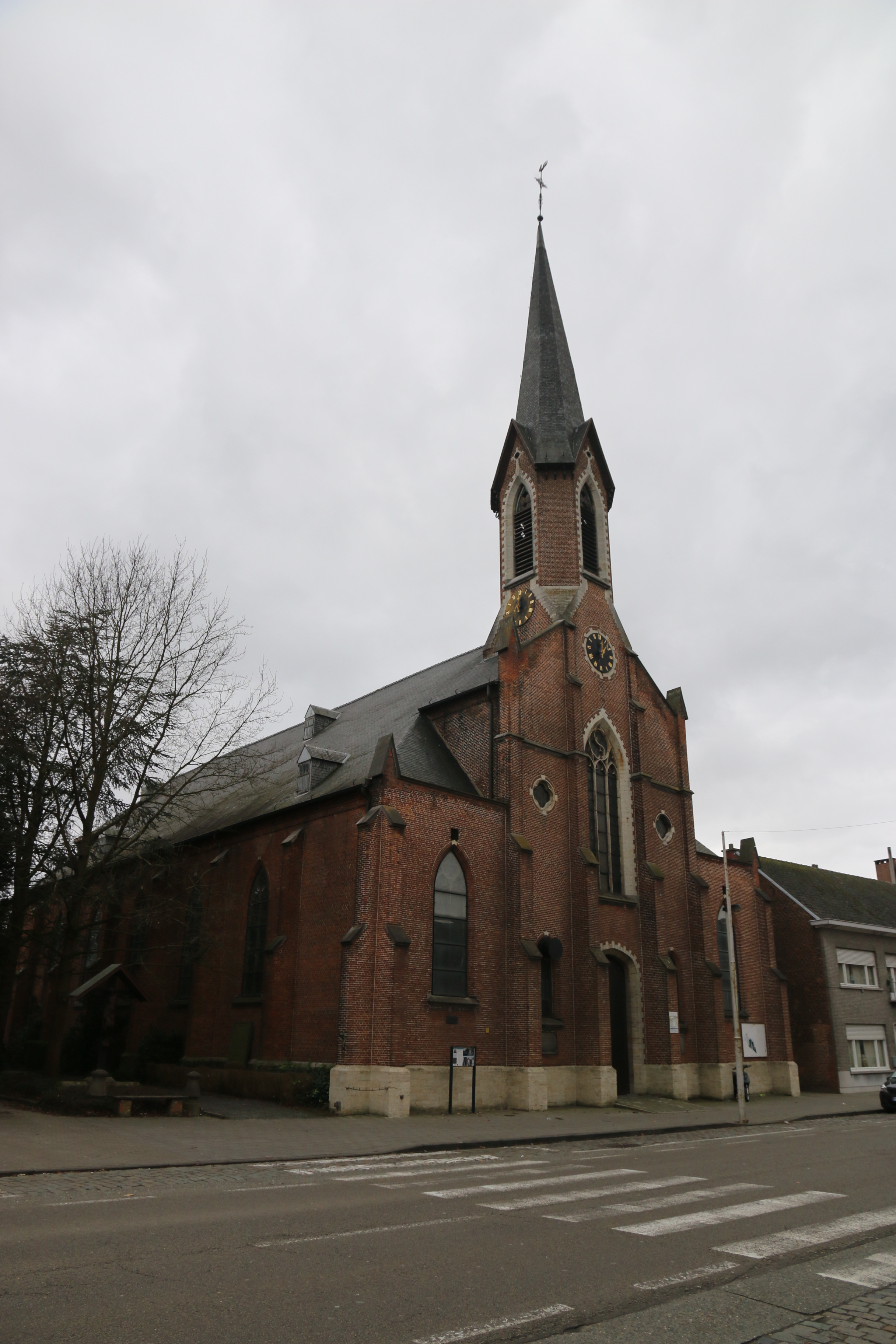
Sint-Jan-Evangelistkerk

De Sint-Jan-Evangelistkerk is de parochiekerk van de tot de Antwerpse gemeente Lier behorende plaats Koningshooikt, gelegen aan het Koningsplein.

## Geschiedenis
Lange tijd stond hier een aan Sint-Antonius gewijde kapel die toebehoorde aan de Abdij van Rozendaal en in werd vergroot in 1744, 1750 en 1756 waarbij onder meer zijkoren en een sacristie tot stand kwamen.In 1842 werd de kapel verheven tot hulpkerk.
In 1852-1853 werd de kapel vervangen door een grotere kerk naar ontwerp van Ferdinand Berckmans. De kerk werd beschadigd tijdens de Tweede Wereldoorlog en hersteld in 1952-1954.

## Gebouw
Het betreft een naar het zuidwesten georiënteerde bakstenen driebeukige kerk in neogotische stijl. Het hoofdkoor is driezijdig afgesloten. De voorgevel heeft een achtkante dakruiter.

## Interieur
De kerk bezit een schilderij, voorstellende: Verrezen Christus verschijnt aan de rouwmoedige zondaars uit de school van Antoon van Dyck (17e eeuw) en een gepolychromeerde .calvariegroep van 1692, uitgevoerd door Marianus De Man.
Het kerkmeubilair is neogotisch uit de 2e helft van de 19e eeuw.